# NGC 4421
NGC 4421 (другие обозначения — UGC 7554, MCG +3-32-39, CGCG 99-55, VCC 966, PGC 40785) — галактика в созвездии Волосы Вероники.
Линзовидная галактика, у которой отчетливо наблюдается яркая перемычка — признак спиральной галактики. Вероятно NGC 4421 может представлять собой переходное звено от спиральных к  линзовидным галактикам. 
Этот объект входит в число перечисленных в оригинальной редакции «Нового общего каталога».